# Церковь Святой Троицы (Троицкое)
Церковь Святой Троицы — недействующий храм Каменской епархии Русской православной церкви, расположенный в селе Троицкое Каменского городского округа Свердловской области.
Решением № 535 Исполнительного комитета Свердловского областного Совета народных депутатов от 31 декабря 1987 года присвоен статус памятника архитектуры регионального значения.

## История
Церковь в этом районе Исетского бассейна является одной из первых. Деревянный храм возводили несколько раз. Впервые деревянная двухпрестольная церковь вблизи озера Карасьего бала построена в 1680 году и просуществовала до пожара 1787 года. Данных об архитекторе и авторах проекта первого здания нет. Через три года было отстроено новое здание, которое просуществовало с 1790 по 1800 год, до очередного пожара. Огнём было уничтожено имущество и документы прихода, уцелела лишь часть архива приходо-расходных книг с 1751 по 1791 год.
Было принято решение о строительстве капитального храма. В 1801 году началась закладка каменной церкви. 19 марта 1808 года один из пределов был освящён во имя преподобного Савватия Соловецкого. Главный храм был освящён 14 июля 1823 года в честь Святой Живоначальной Троицы.
В 1850 году в своде колокольни образовалась трещена, возникла угроза обрушения. Здание разобрали и перестроили, добавив ещё один предел. 12 декабря 1854 года новый предел освятили в честь иконы Пресвятой Богородицы «Утоли моя печали». В период 1875—1880 годов была расширена и перестроена основная часть храма, под руководством инженер-технолога Павла Фёдоровича Голышева. Повторно главный храм был Походилова освящён 27 сентября 1880 года, а приделы, соответственно, 15 ноября 1881 года и 20 февраля 1886 года.
До 1800 года Истокский храм относился к Тобольской епархии и состоял в ближайшем ведении Екатеринбургского Духовного правления. В приходе была деревянная часовня в деревне Походилова, каменная Николаевская часовня в деревне Поплыгина и один деревянный крест между селом и деревней Старикова. 24 июня и 20 июля ежегодно в Походиловской часовне отправлялись часы и молебны, а в селе совершались два крестных хода: первый в день Преполовения, после хождения на воду, на приходское кладбище для служения общей и частных панихид, и второй, в день Преображения — ко кресту между селом и деревней Старикова.
Церковь закрыли в 1932 году, в советское время здание служило складом. В настоящее время храм не восстанавливается.

## Архитектура
Церковь каменная трёхпестольная. На одной оси располагаются церковь с граненной апсидой, трапезной и колокольни. Объём церкви увенчан пятиглавием, шатра на гранёном барабане и декоративных глав из малых шатров на прямоугольных постаментах по углам четверика. Все помещения церкви также расположены на одной оси: дверь из крытой паперти, трапезная зального типа, летний храм. На углах четверика пилоны, которые поддерживают купол арками и парусами. Церковь Троицы выполнены региональными архитекторами в манере мастера.